# Mesembreosa albatra
Mesembreosa albatra är en fjärilsart som beskrevs av Gustaaf Hulstaert 1924. Mesembreosa albatra ingår i släktet Mesembreosa och familjen nattflyn. Inga underarter finns listade i Catalogue of Life.